# Station Shin-Nagata
Station Shin-Nagata (新長田駅,  Shin-Nagata-eki) is een spoor- en metrostation in de wijk Nagata-ku in de Japanse stad Kobe. Het wordt aangedaan door de JR Kobe-lijn (JR West), de Kaigan-lijn en de Seishin Yamate-lijn (Metro van Kobe). Van de laatstgenoemde is Shin-Nagata het eindstation. Het station kent zowel een bovengronds station (trein) als twee ondergrondse stations (metro).

## Lijnen

### JR West
| 1 | ■ JR Kobe-lijn | richting Nishi-Akashi en Himeji           |
| 2 | ■ JR Kobe-lijn | richting Amagasaki, Osaka en Kita-Shinchi |

### Metro van Kobe
| 1 | ■ Seishin Yamate-lijn | richting Sannomiya, Shin-Kōbe en Tanigami |
| 2 | ■ Seishin Yamate-lijn | richting Myōdani en Seishin-Chūō          |

| 1,2 | ■ Kaigan-lijn | richting Sannomiya en Sannomiya-Hanadokei-mae |

## Geschiedenis
Het treinstation werd in 1954 geopend. De stations voor de metro werden in 1977 en 1983 geopend. Na de aardbeving in Kobe in 1995 bleef het station voor twee maanden gesloten

## Overig openbaar vervoer
Bussen 5, 17, 80, 81 en 113 van het busnetwerk van Kōbe.

## Stationsomgeving
- Daimaru (warenhuis)
- Daiei (warenhuis)
- AM/PM
- Lawson
- McDonald's
- FamilyMart

(Tōkaidō-lijn<<) · Ōsaka · Tsukamoto · Amagasaki · Tachibana · Koshienguchi · Nishinomiya · Sakura-Shukugawa · Ashiya · Konan-Yamate · Settsu-Motoyama · Sumiyoshi · Rokkomichi · Nada · Sannomiya · Motomachi · Kōbe · Hyōgo · Shin-Nagata · Takatori · Suma-Kaihinkōen · Suma · Shioya · Tarumi · Maiko · Asagiri · Akashi · Nishi-Akashi · Okubo · Uozumi · Tsuchiyama · Higashi-Kakogawa · Kakogawa · Hoden · Sone · Himeji-Bessho · Gochaku · Himeji · (>>Sanyō-lijn) 

Wadamisaki-lijn: Hyōgo · Wadamisaki